# 大阪北區
大阪北區（日语： Kita，即日文中「北」的片假名），又稱北區或北，日本大阪市北區以梅田、北新地、中之島為核心的商業區總稱，與難波、心齋橋為主的南區相對，形成南北雙核心之結構，為西日本代表性的繁華商圈。

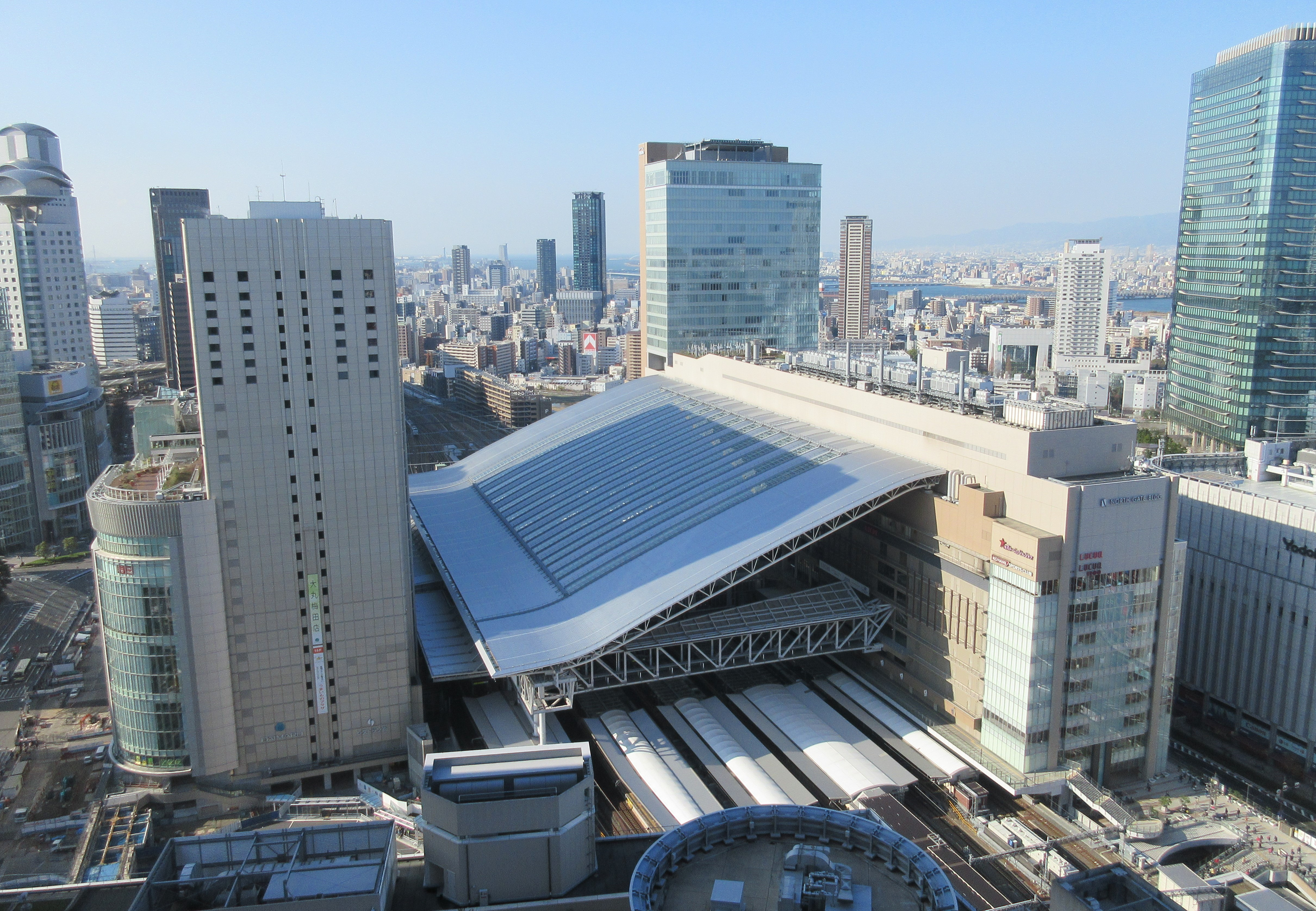
大阪車站城綜合商場

## 起源
1685年，大坂城城下町北方的堂島新地歡樂街被稱為「北之遊里」而聞名於世。18世紀後，堂島發展為米價之期貨交易所，歡樂街逐漸移轉至曾根崎新地（今北新地），而明治以後梅田商業區的發展進一步奠定了北區的基礎。

## 涵蓋區域
- 堂島
- 北新地
- 曾根崎
- 梅田
- 中之島
- 大深町
- 芝田
- 茶屋町
- 角田町
- 小松原町
- 堂山町
- 西天満
- 中崎町

## 涵蓋車站
- 大阪站 - 東海道本線（JR京都線・JR神戶線）・大阪環状線・福知山線（JR宝塚線）
- 大阪梅田站（阪急） - 阪急京都本線・寶塚本線・神戶本線
- 大阪梅田站（阪神） - 阪神本線
- 大阪地鐵梅田站 - 大阪地鐵御堂筋線
- 東梅田站 - 大阪地鐵谷町線
- 西梅田站 - 大阪地鐵四橋線
- 北新地站 - JR東西線

## 關聯條目
- 大阪南區